# Perkaltyg

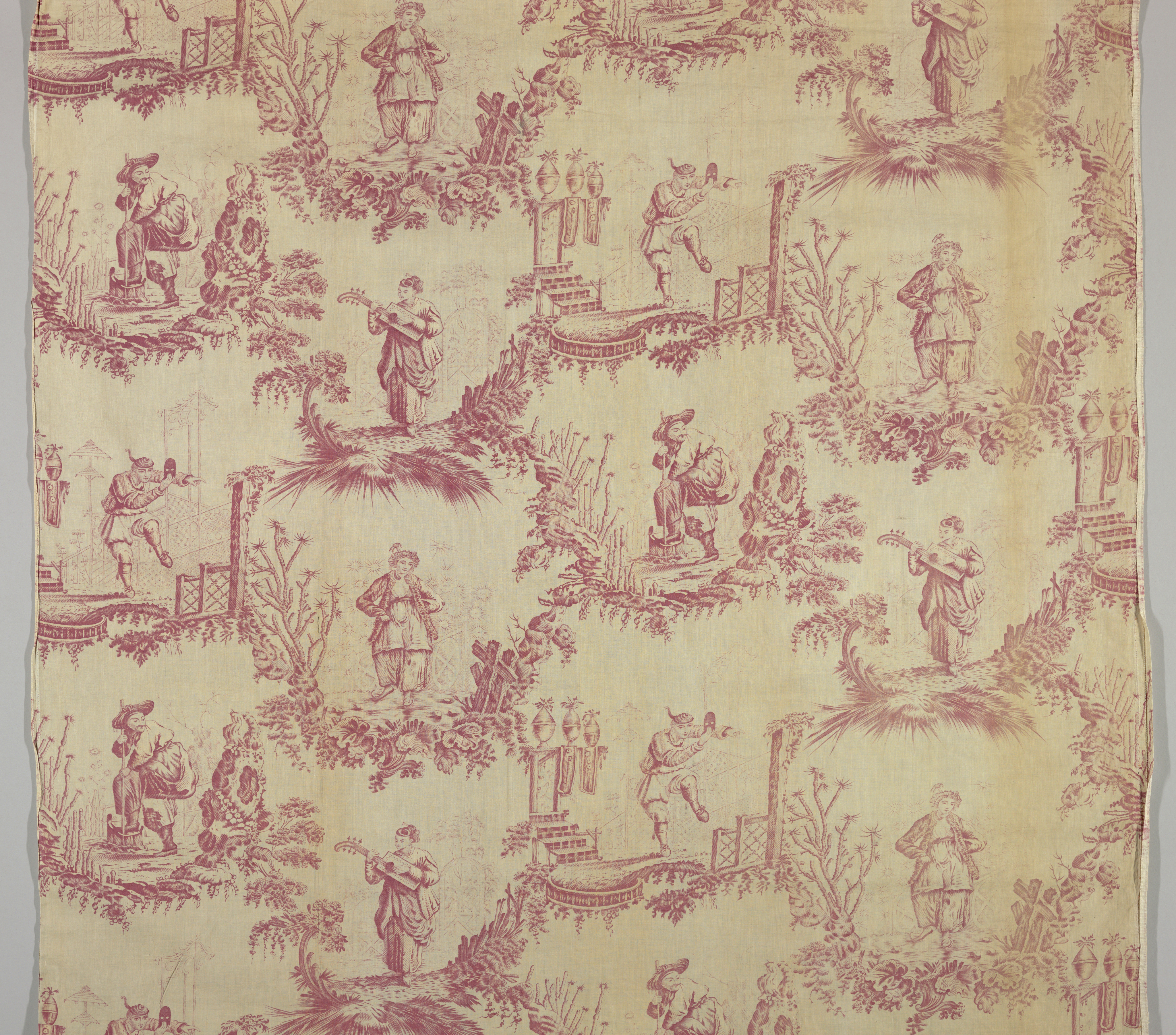
Kinesiskt mönster tryckt på perkaltyg, 1800-tal

Perkaltyg eller perkal är ett ursprungligen indiskt mycket fintrådigt, tunt och relativt tätt bomullstyg i tuskaft. Numera förekommer emellertid även perkaltyg med satinbindning. Det är ofta behandlat för att vara glansigt.
Tyget är tryckbart och liknar kattun.